# Graaf van Surrey

Wapen van de familie Warrenne, graven van Surrey.

Graaf van Surrey is een adellijke titel in de Peerage van Engeland, die in de loop van de geschiedenis vijf keer is ingesteld. De eerste keer gebeurde dit in de elfde eeuw voor Willem van Warenne, een vertrouweling van Willem I van Engeland. Tegenwoordig wordt de titel gevoerd door de hertog van Norfolk, of door diens erfgenaam als hoffelijkheidstitel .

## Geschiedenis
Het graafschap van Surrey is in 1088 voor het eerst verleend aan Willem van Warenne, als beloning voor zijn loyale steun aan Willem I van Engeland tijdens diens verovering van Engeland. Van Warenne werd benoemd tot heer van Reigate Castle in Surrey maar had ook landerijen in twaalf andere gewesten. Mogelijk omdat hij maar weinig land had in Surrey werd hij ook vaak simpelweg de graaf van Warenne genoemd. De naam Warenne heeft weer te maken met de landerijen van de familie in Normandië; het stamvaderlijk slot van de familie, Bellencombre, lag aan de rivier de Varenne. 

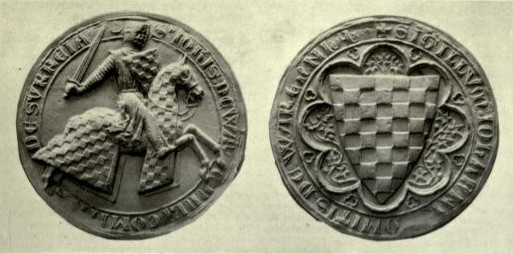
Zegel van John van Warenne, 7e graaf van Surrey

De titel werd vervolgens gevoerd door de zoon en de kleinzoon van Willem van Warenne, die allebei ook Willem heetten, en door de twee echtgenoten van Isabella, de dochter van de derde Willem van Warenne. Haar eerste echtgenoot was Willem van Blois, een zoon van koning Stefanus van Engeland. Haar tweede echtgenoot was Hamelin, een halfbroer van Hendrik II van Engeland; Hamelin nam zelf ook de familienaam van Warenne aan. Daarna waren een zoon, kleinzoon, en achter-achterkleinzoon van Hamelin en Isabella graaf van Surrey. 
Nadat John van Warenne, 7e graaf van Surrey, in 1347 zonder mannelijke nakomelingen was gestorven ging de titel over op diens neef Richard FitzAlan, 10e graaf van Arundel. Deze ging de titel echter pas voeren na het overlijden van de weduwe van John van Warenne in 1351. Vervolgens erfde zijn zoon de titel, die hem weer werd ontnomen toen hij in 1397 werd geëxecuteerd.
John Holland, een kleinzoon van Richard FitzAlan werd daarop uitgeroepen tot hertog van Surrey. Twee jaar later verloor hij deze titel: Hendrik IV gaf de grafelijke titel terug aan de familie FitzAlan, te weten aan Thomas FitzAlan. Deze stierf in 1415 zonder mannelijke nakomelingen waardoor het graafschap Surrey geheel ophield te bestaan of tijdelijk niet was bezet (de bronnen zijn het hierover niet eens). Het graafschap Arundel ging over naar John FitzAlan, 13e graaf van Arundel, een achterneef van Thomas FitzAlan en een achterkleinzoon van Richard FitzAlan, en dus ook een afstammeling van de Warennes. 

In de 15e eeuw is de titel graaf van Surrey drie keer in het leven geroepen: in 1451 voor John de Mowbray, 4e hertog van Norfolk en in 1447 voor Richard van Shrewsbury. Beiden stierven zonder nakomelingen waardoor de titel weer uitstierf.

Wapen van de hertog van Norfolk, met het wapen van Warenne in het derde kwartier

In 1483 is de titel weer ingesteld voor Thomas Howard, later 2e hertog van Norfolk. Sindsdien wordt de titel door de familie Howard gevoerd, met enkele interrupties in de periodes waarin al hun adellijke titels hen tijdelijk waren ontnomen. 
Het familiewapen van de Warennes is een kwartier in het wapen van de hertogen van Norfolk. De hertogen van Norfolk voeren ook de titel graaf van Arundel, zodat deze twee titels weer zijn verenigd.  De erfgenaam van de hertog van Norfolk gebruikt beide als  hoffelijkheidstitel of titre de courtoisie.

## Lijst van graven

### Graaf van Surrey eerste creatie (1088)
De graven van Surrey uit het huis Warenne werden ook vaak graaf van Warenne genoemd, maar ze kregen een derde penning in Surrey. De telling volgt de Oxford Dictionary of National Biography. Sommige bronnen noemen de echtgenoten van Isabella als de vierde en vijfde graaf, waardoor de telling met één oploopt.
- William de Warenne, 1e graaf van Surrey (1088)
- William de Warenne, 2e graaf van Surrey (1088-1101 en 1103-1138)graafschap afgestaan in 1101, teruggekregen in 1103
- William de Warenne, 3e graaf van Surrey (1138–1148)
- Isabella de Warenne, gravin van Surrey (1148–1199)
  - Willem I van Boulogne, graaf van Surrey (1137?–1159), eerste echtgenoot van Isabella, jongere zoon van Stefanus van Engeland, in naam van zijn vrouw
  - Hamelin de Warenne, graaf van Surrey (1199–1202), tweede echtgenoot van Isabella, onwettelijke zoon van Godfried V van Anjou; na zijn huwelijk ook wel de Warenne genoemd.
- William de Warenne, 5e graaf van Surrey Surrey (1202–1240)
- John de Warenne, 6e graaf van Surrey Surrey (1240–1305)
- John de Warenne, 7e graaf van Surrey (1305–1347), kleinzoon.
- Richard FitzAlan, 10e graaf van Arundel, 8e graaf van Surrey (1347–1376), neef, vanaf 1331 al graaf van arundel
- Richard FitzAlan, 11e graaf van Arundel, 9e graaf van Surrey (1376–1397) ook graaf van Arundel, titels afgenomen in in 1397)
- Thomas FitzAlan, 12e graaf van Arundel, 10e graaf van Surrey (1400–1415 titels terug gekregen in 1400)

### Hertog van Surrey tweede creatie (1397)
- Thomas Holland, 1e hertog van Surrey (1397–1399, afgezet 1399)

### Graaf van Surrey derde creatie (1451)
- John de Mowbray, 4e hertog van Norfolk , 1e graaf van Surrey (1444–1476), neef van de laatste graaf uit de familie FitzAlan, de tweede en vierde graaf van Norfolk in 1461. Doordat hij geen mannelijke nakomelingen kreeg leek de titel uit te sterven.

### Graaf van Surrey vierde creatie (1477)
- Richard of Shrewsbury, 1e graaf van York (1477-1487), zoon van Edward IV, werd op 7 februari 1477 toen hij drie jaar oud was graaf van Surrey en hertog van Norfolk. Hij trouwde op 15 januari 1478 met Anne Mowbray, de enige dochter van John de Mowbray van de vierde creatie, toen ze vier jaar oud was. Hij was een van de twee prinsen in de Tower die zonder mannelijke nakomelingen op een onbekende datum overleed waardoor al zijn titels uitstierven.

### Graaf van Surrey vijfde creatie (1483)
- Thomas Howard, 2e hertog van Norfolk, 1e graaf van Surrey (1483–1514), een afstammeling van Thomas de Mowbray, 1e graaf van Norfolk volgens de vrouwelijke lijn , Howard was een neef van de overleden John de Mowbray, 4e hertog van Norfolk
  - Verdreven in 1485 na de Slag bij Bosworth. Hersteld in 1489 derde creatie van het hertogdom Norfolk in naam van  John Howard, 1e hertog van Norfolk. Hersteld als graaf van Surrey in 1489; droeg de titel graaf van Norfolk de volgende dag over aan zijn zoon.
- Thomas Howard 3e hertogvan Norfolk, 2e graaf van Surrey (1524–1554), titel afgenomen in 1547; en weer teruggegeven 1553.
  - Henry Howard, titulaire graaf (1517–1547), afgezet en geëxecuteerd
- Thomas Howard, 4e graaf van Norfolk, 3e graaf van Surrey (1554–1572), (afgezet, aangeklaagd en geëxecuteerd)
  - Philip Howard, 1e graaf van Arundel, (1557-1595), titulaire graaf van Surrey van 1554 tot 1572, erfde de titel graaf van Arundel van zijn vader in 1580. Al zijn titels werden van hem afgenomen toen hij in 1589 werd aangeklaagd.
- Thomas Howard, 2e graaf van Arundel, 4e graaf van Surrey 1604–1646), teruggegeven in 1604), grondlegger van de vijfde creatie graaf van Norfolk in 1644
- Henry Howard, 3e graaf van Arundel, 5e graaf van Surrey (1646–1652)
- Thomas Howard, 5e hertog van Norfolk, 6e graaf van Surrey (1652–1677), in 1660 hersteld als graaf van Norfolk
- hierna werd de titel van graaf van Surrey gevoerd door de hertog van Norfolk